# خیابان‌های پایین شهر
خیابان‌های پایین شهر (به انگلیسی: Mean Streets) فیلمی در ژانر جنایی به کارگردانی مارتین اسکورسیزی با بازی رابرت د نیرو و هاروی کایتل است. دنیرو با بازی در نقش جان سویلو (جانی بوی) جایزهٔ انجمن ملی منتقدان فیلم را برای بهترین بازیگر نقش مکمل مرد دریافت کرد.
خیابان‌های پایین شهر در سال ۱۹۹۷ توسط کتابخانه کنگره برای محافظت در فهرست ملی ثبت فیلم ایالات متحده به عنوان اثری «بااهمیت از دید فرهنگی، تاریخی و زیبایی‌شناختی» برگزیده شد.

## خلاصه داستان
در محلهٔ «ایتالیای کوچک» نیویورک، سال ۱۹۷۳ّ، چهار جوان آرزوی موفقیت در کسب و کار یا تبهکاری را در سر می‌پرورانند…